# フマーユーン
フマーユーン（ペルシア語: همايون, Humāyūn, 1508年3月17日 - 1556年1月27日）は、北インド、ムガル帝国の第2代君主（在位：1530年- 1540年、1555年- 1556年）。父は初代皇帝バーブル、母はマーハム・ベーグム。

## 生涯

### 即位まで

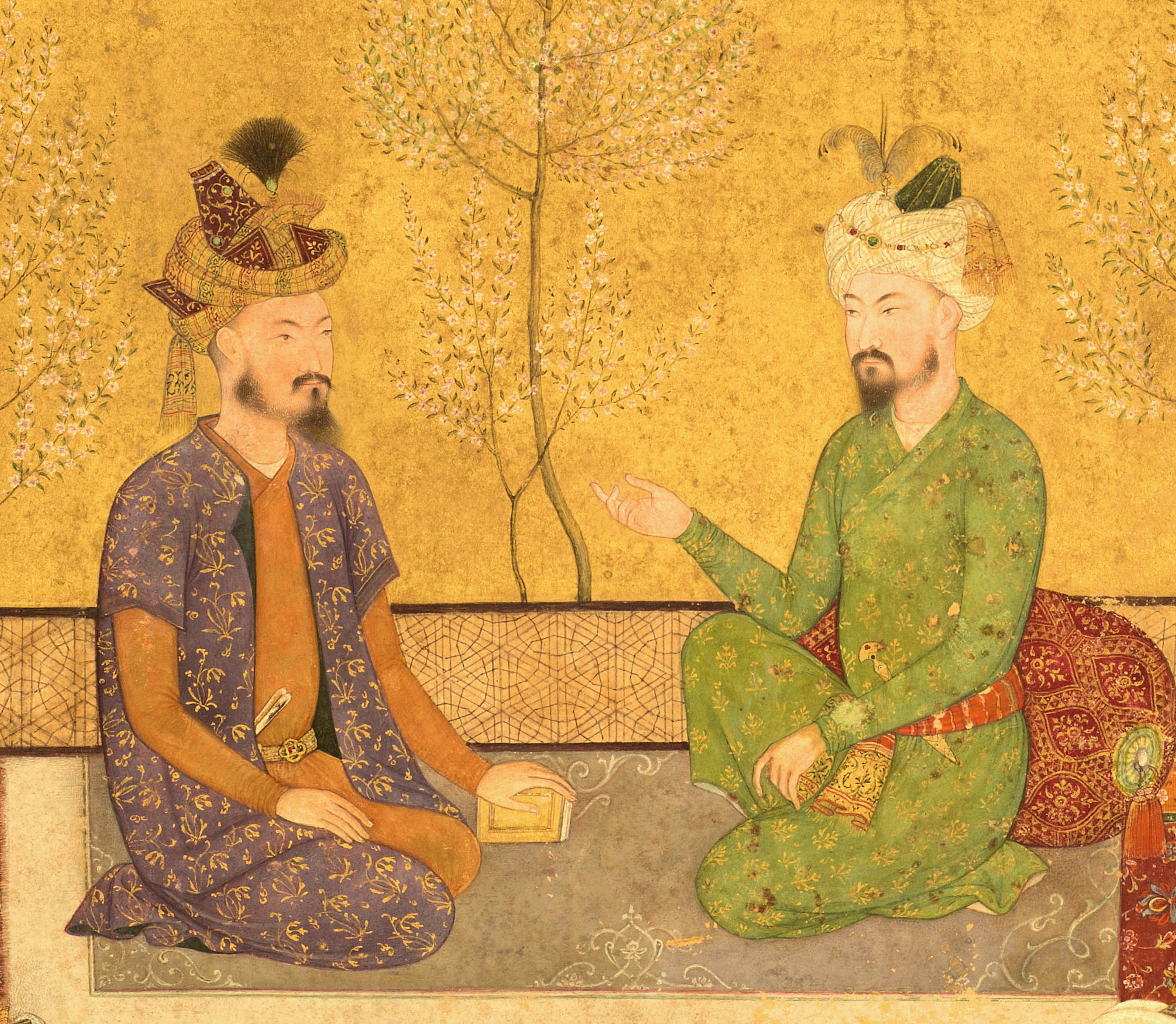
フマーユーン（左）と父バーブル（右）

1508年3月17日、ティムール朝サマルカンド政権の君主バーブルとマーハム・ベーグムの間に長男として、アフガニスタンのカーブルで誕生した。
1508年、フマーユーンはトルコ・モンゴル式の伝統に倣い、バダフシャーンとカーブからアムダリヤ川に至るカーブル北東部を任地として与えられ、その地を統治した。
1526年4月21日、父バーブルがデリー近郊のパーニーパットの戦いでローディー朝のイブラーヒーム・ローディーを破った際、フマーユーンもバダフシャーンから引き連れてきた軍勢と参加し、右翼に布陣していた。この戦いにおける勝利により、デリー・スルターン朝に代わりムガル帝国（ムガル朝）が成立し、バーブルの後継者である彼は皇太子となった。
また、同年夏にはバーブルは大征服のあとの当然の慣習として、勝利を祝う形で財宝を息子や家臣に分配した。息子フマーユーン勝利に大きく貢献したということで700万ルピーと宝物を貯蔵した蔵を与え、何人かの高官はそれぞれ100万ルピーを与え、そのほか勝利に貢献した者たちには何かしらの褒賞を与えた。
フマーユーンはデリー、アーグラ北部から北ビハールまでを征服したが、インド征服後はアフガニスタンへと戻った。彼は中央アジアから攻めてくるウズベク族を辺境で防衛し続けた。また、彼はサマルカンドやブハーラーへの遠征軍を整えていたと言われている。
一方、バーブルは晩年、庭園を作り、書物を著し、詩作にふけるなど楽しみの時間に費やした。このころから、バーブルは体調を崩すようになっていき、しばしば病床についた。だが、1530年にフマーユーンがカーブルで激しい高熱に襲われた末、危篤状態という重態となり、母マーハムが彼をアーグラまで連れて行った。後に、フマーユーンと、その兄弟たちの戦いについての回顧録を書き残すことになるフマーユーンの姉妹グルバダン・ベーグムは「この母と子はイエスとマリアのように、アーグラを出発した」と書き残している。
その時のバーブルの深く悲しんだ様子と彼の奇妙な最後を、グルバダンはこう記している。父バーブルはどうしたらよいかとお気に入りの相談役に意見を求めると、フマーユーンが助かるためには自分が持っている物の中で最も価値の高いものを捨てなければならないと言った。バーブルは「自分こそが最も価値の高いものであるとして自ら息子の犠牲になろう」と述べて祈りを唱え、フマーユーンの寝床の周りを3回歩いた。すると、フマーユーンはたちまちのうちに病から回復し、バーブルが逆に病に倒れて、12月26日に死去した。
こうして、同年にフマーユーンは父バーブルの後を継ぎ、新たな皇帝となった。

### 諸勢力との戦いと勝利

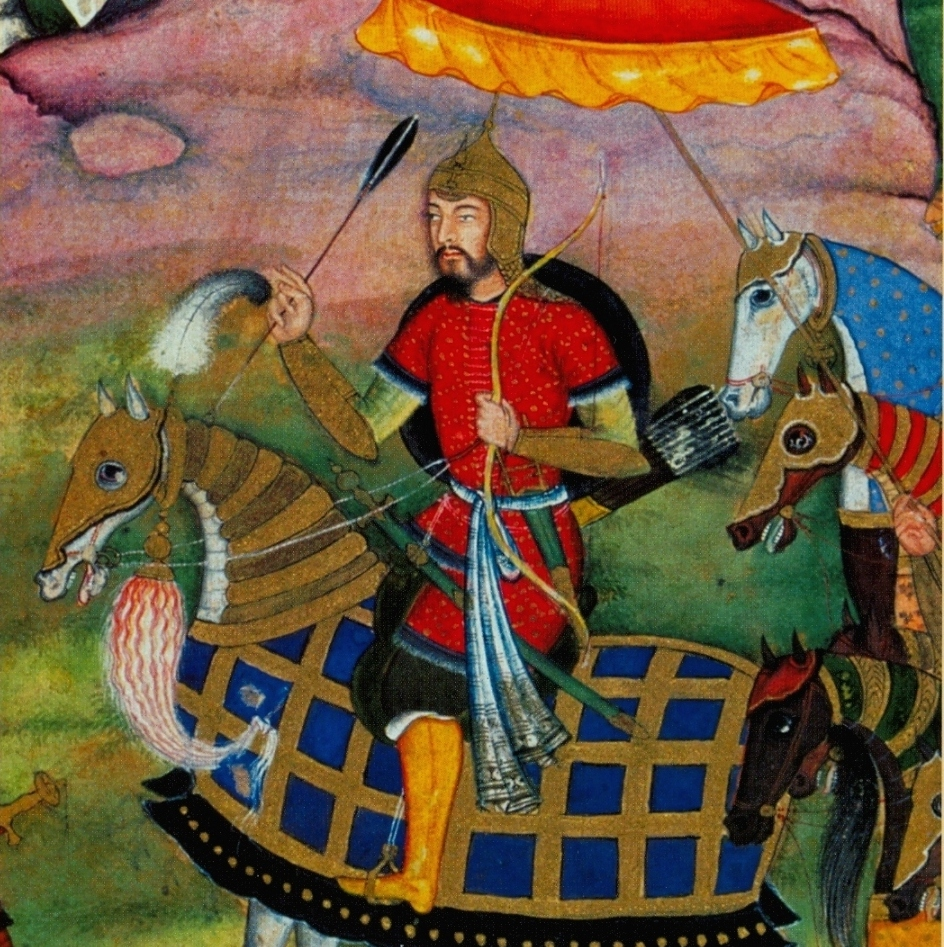
行軍するフマーユーン（『バーブル・ナーマ』より

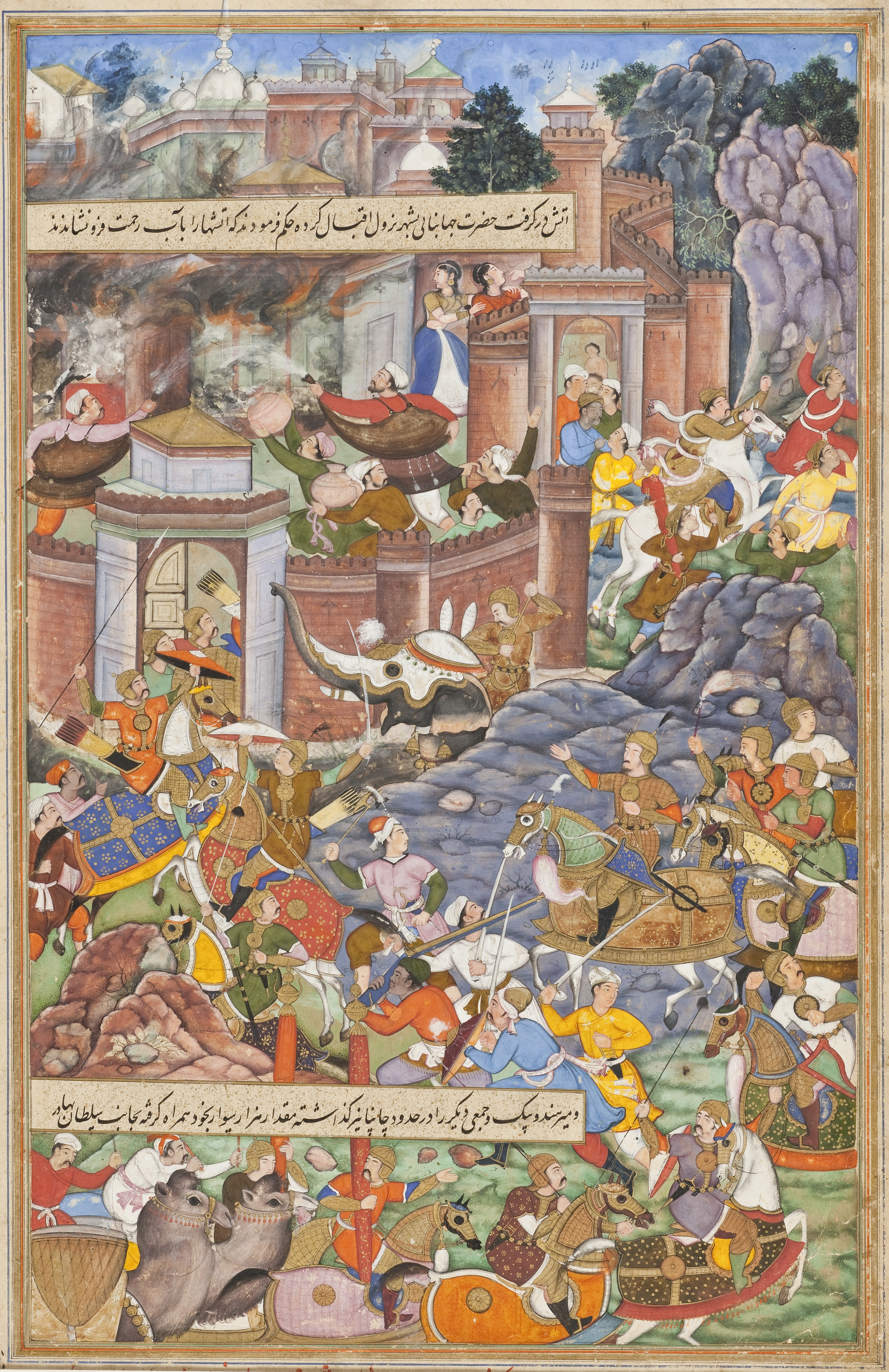
ムガル帝国軍から逃げるバハードゥル・シャー（1535年）

父が死去したとき、フマーユーンは極めて不安定な地位にあった。帝国の領土はカーブルとカンダハールを含み、ヒンドゥークシュ山脈を越えてバダフシャーンをも緩く支配していたが、フマーユーンの領土はジャウンプルからデリー、パンジャーブとインド北部の限られた地域のみしか支配力が及ばなかった。
これはフマーユーンの3人の弟たちにも、帝国の統治が委ねられていたからである。フマーユーンには、3人の弟がいた。次兄カームラーン、三男アスカリー、末弟ヒンダールである。
次兄カームラーンは、父よりカーブルとカンダハールの支配を任されており、加えて彼はそれだけの地域では満足せずにラホールとムルターンを占領した。フマーユーンはカームラーンが自身の宗主権を認めたためこの行動を黙認し、また西部辺境地帯に悩まされず東部辺境地帯を自由にできるということで、さらにパンジャーブとムルターンを割譲した。また、その下の弟であるアスカリー、ヒンダールらも広大な領土を任されており、彼はフマーユーンに対して表面上は忠誠を誓いながらも皇位を狙っていた。彼らもカームラーンと同様に機会さえあれば、同じくフマーユーンを軽んじる可能性があり、フマーユーンにとって潜在的な敵であった。
そのうえ、バーブルが滅ぼしたローディー朝の君主イブラーヒームの弟であるマフムード・ローディーらのアフガン勢力が王朝再興を目指して行動していた。インド南西でもグジャラート・スルターン朝の君主バハードゥル・シャーはラージプート諸王を破り、アーグラへと着実に進軍していた。
1531年7月、フマーユーンはラクナウ郊外でマフムード・ローディーの軍に勝利した。これにより、ローディー朝再興の望みは断ち切られた。
また、ビハールでスルターンを称していたアフガン系スール族のシェール・ハーンがいたが、フマーユーンはシェール・ハーンをチュナールに包囲した。彼は4か月後にその城を保有し続けることを条件に、帝国に忠誠を誓い息子の一人を人質にすることで、降伏を申し出た。フマーユーンもまた、アーグラを脅かす存在となっていたグジャラートのバハードゥル・シャーが気にかかっていたので、アーグラに戻る必要があったのでこの降伏を受け入れた。
このとき、フマーユーンはシェール・ハーンに勝利したことに満足して彼を殺害せずにいたが、この判断はのちにムガル朝が一時中断することに繋がった。また、自身の軍事力が割かれることを危惧して、部下の貴族をチュナールの城塞に残すこともしなかった。
グジャラートのバハードゥル・シャーは有能かつ野心家的な君主であり、1526年に即位すると、1531年にはマールワー・スルターン朝を滅ぼし、マールワーを版図に加えた。さらに、ラージャスターンに進撃し、メーワール王国の首都チットールガルを包囲していた。そのうえ、彼のもとにはムガル帝国に滅ぼされたローディー朝の残党を匿い、シェール・ハーンなど東方のアフガン勢力と連絡を取っていた。
フマーユーンはシェール・ハーンを打ち破ったのち、アーグラに戻ると、アーグラからグワーリヤルに移動した。バハードゥル・シャーもまたその介入を恐れ、メーワール王国と講和して多額の賠償金を現金と現物で徴収すると、チットールガルをその王のもとで統治させた。
1535年、フマーユーンはバハードゥル・シャーを破り、カンベイまで追撃し、バハードゥル・シャーはディーウに逃げた。彼はグジャラートとマールワーを制圧し、帝国の版図を倍増させた。この2つの州は豊かな州であり、加えてグジャラートのチャーンパーネールとマールワーのマーンドゥーには多額の財宝があり、それらが全てフマーユーンのものとなった。フマーユーンには戦才があり、チャーンパーネールの城砦を攻めたときなどは自ら城壁を梯子で登るほど勇敢だったという。
だが、フマーユーンは手に入れた新領土の支配体制の確立を怠った。彼はグジャラートを弟アスカリーに委ね、自身は中央に位置するマーンドゥーに戻り、そこで快楽に溺れた。フマーユーンはそこの穏やかな気候に満足し、マーンドゥーに滞在し続けた。
一方、統治を任されたアスカリーは経験が浅く、貴族らは分裂しており、バハードゥル・シャー配下の貴族、民衆の反乱が勃発した。そのうえ、バハードゥル・シャーは急速に権力を回復し、旧領の奪還のために進軍した。アスカリーはグジャラートから撤退したが、マーンドゥーにいるフマーユーンに会う気になれず、アーグラへと戻った。
ここにきてフマーユーンはアスカリーがアーグラを奪って別の帝国を築く可能性を危惧し、マールワーを捨て、マーンドゥーから強行軍でアスカリーを追った。彼はラージャスターンでアスカリーに追いつき、そこで2人は和解して、アーグラへと戻った。だが、グジャラートとマールワーは帝国の統治から離れてしまった。

### シェール・シャーとの戦い・敗北

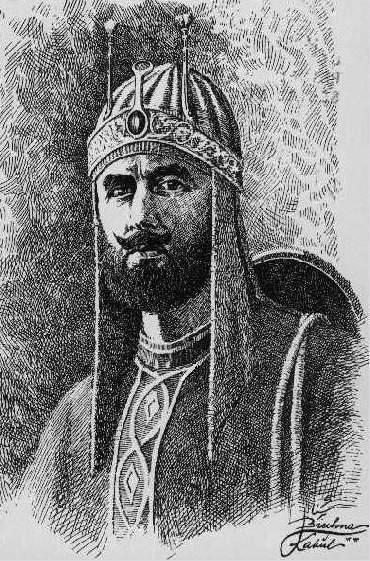
シェール・シャー

また、服属していた東方アフガン勢力のシェール・ハーンが次第に勢力を拡大し、ムガル朝に敵対するアフガン人らの盟主となってしまったため、1537年にフマーユーンは彼を攻めるために東方に進軍した。シェール・ハーンはバハードゥル・シャーの多額の資金援助のもと、1200頭の象を含む大軍を擁し、ジャウンプルとヴァーラーナシーからベンガルにかけて強力な同盟勢力を築き上げた。
フマーユーンは同年の暮れ、後方との連絡を脅かすとしてチュナールを包囲したが、その城を占領するのに6ヶ月も要した。その間、シェール・ハーンはロータースガル城を奪い、そこに自身の家族を避難させたのち、ベンガル・スルターン朝への侵略を行い、その首都ガウルを占領した。シェール・ハーンはフマーユーンに完全に軍略で勝っていた、と歴史家のサティーシュ・チャンドラは評している。
シェール・ハーンはガウルを占領したのち、フマーユーンに対してベンガル領有を認めるなら毎年100ディーナールを支払うと申し出た。だが、フマーユーンは豊かなベンガルをシェール・ハーンの手に残しておくつもりはなく、またフマーユーンの陣営に負傷して逃げてきたベンガル王がシェール・ハーンへの抵抗を続けられると力説したため、彼にこの提案を拒否させた。
しかし、ベンガル王は負っていた怪我が原因で死亡したため、フマーユーンは単独でベンガル遠征に向かった。シェール・ハーンはすでにベンガルを離れ、南ビハールにいたが、これはフマーユーンにベンガルに進出させ、アーグラとの連絡を絶つ彼の作戦であった。そのため、フマーユーンはガウルに難なく到着し、現地で法と秩序を確立しようとした。
だが、その間に実弟のヒンダールがデリーで皇帝を自称し始めた。この企みはフマーユーンを支持する貴族の反対で失敗した。だが、この行動はカームラーンの覇権を狙う野望にも火をつける結果となった。
一方、フマーユーンはシェール・ハーンの作戦により、アーグラとの連絡を絶たれてしまったため、3、4ヶ月ガウルに滞在したのち、わずかな守備隊を残してアーグラへと帰還した。フマーユーンは雨季やアフガン人の執拗かつ絶え間なく続く攻撃に加え、貴族間の不仲にもかかわらず、ブクサール近くのチャウサーにまで軍を退却させることが出来た。このころ、カームラーンがヒンダールの反乱鎮圧を目的にラホールから進出してきたが、フマーユーンには援軍を送ることはしなかった。
1539年6月26日、フマーユーンはシェール・ハーンの軍勢にチャウサーで敗北を喫した。フマーユーンはシェール・ハーンに勝てると確信していたが、アフガン軍は戦闘経験をつみ、強力な指導者に率いられていたため士気が高かったが、フマーユーンはチャウサーの町でアフガン軍と対峙しながら和議を結ぼうとした。シェール・ハーンはその間に軍の戦闘態勢を整え、帝国軍を急襲させ、総崩れにさせた。この戦いで帝国軍の著名な貴族、および兵士7千人あるいは8千人が死亡し、フマーユーンはアーグラへと逃げ延びた。
同年12月、シェール・ハーンはガウルで即位して、シェール・シャーと名乗った。そして、ここにアフガン系スール族によるスール朝が創始された。一方、フマーユーンはアーグラに戻ったのち、軍の体勢を立て直し、再び東征を開始した。とはいえ、一万の兵とともにアーグラにいたカームラーンはフマーユーンに協力する気はなく、他方フマーユーンも彼に軍の指揮権を委ねる気はなかったため、カームラーンはラホールへと進出していた。
1540年5月17日、フマーユーンはシェール・シャーの軍勢とアーグラとラクナウの間にあるカナウジで再び激突した。この戦いにはヒンダールとアスカリーも参加し、兵の数のスール朝を上回っていたが、帝国軍が結果的に大敗した。軍の大部分はガンジス川で溺れ死んだが、フマーユーンはアトガ・ハーンのおかげで何とか川を安全にわたることが出来た。
フマーユーンはアーグラへと逃げ、そこからラホールへと逃れた。彼はカームラーンら弟とラホールで談合し、シェール・シャー打倒後に帝国領の分割をする約束さえもしたが、弟たちは軍事支援を拒否したばかりか、カーブルへの避難はもとよりラホール滞在も容認せず、失敗に終わった。彼はラホールからインダス川にそって下り、ムルターンを経由したのち、長く苦しい亡命生活に身を置いた。
その後、同年6月15日、シェール・シャーはアーグラに入城し、帝国はスール朝に乗っ取られてしまった。

### 亡命生活

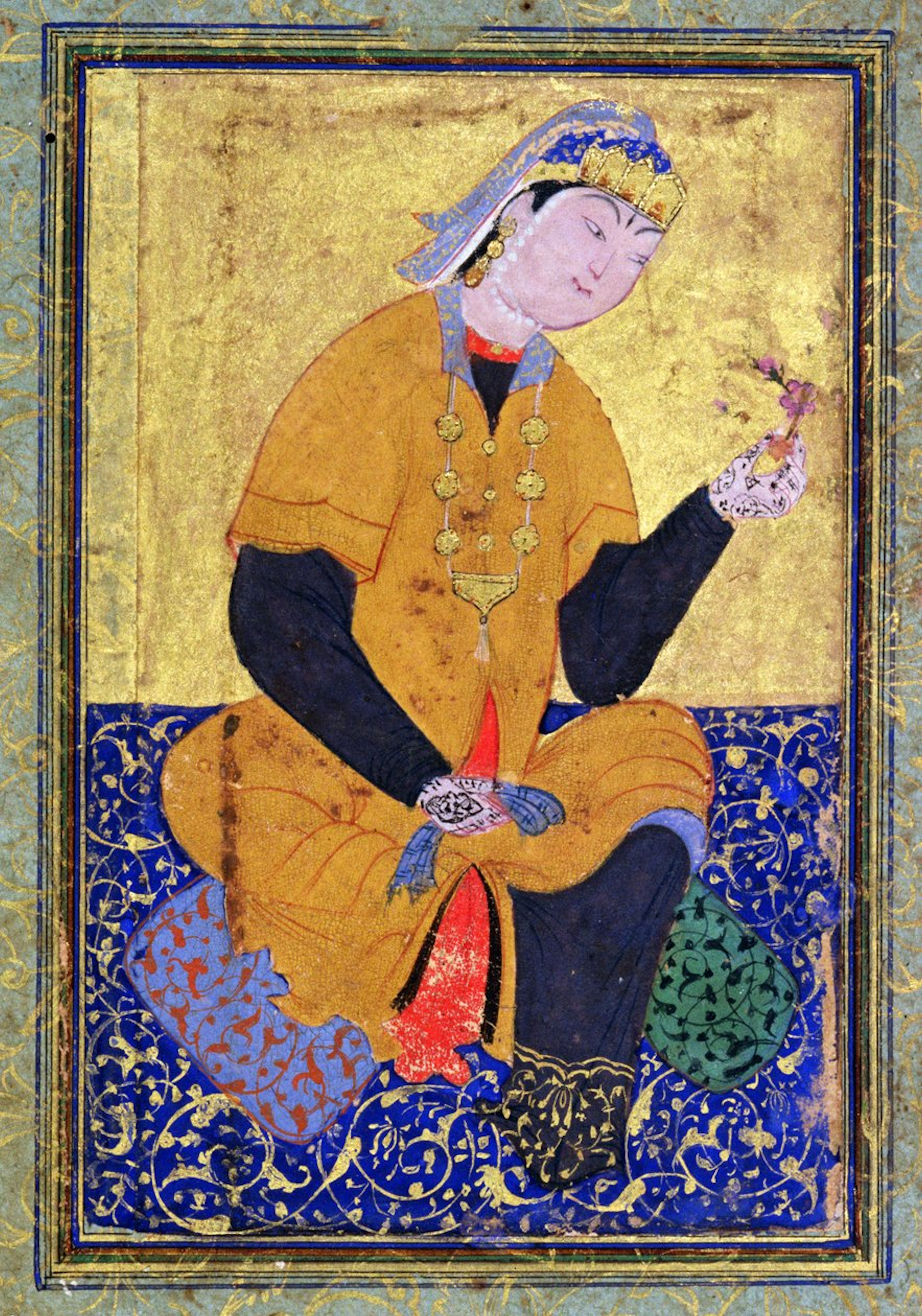
ハミーダ・バーヌー・ベーグム

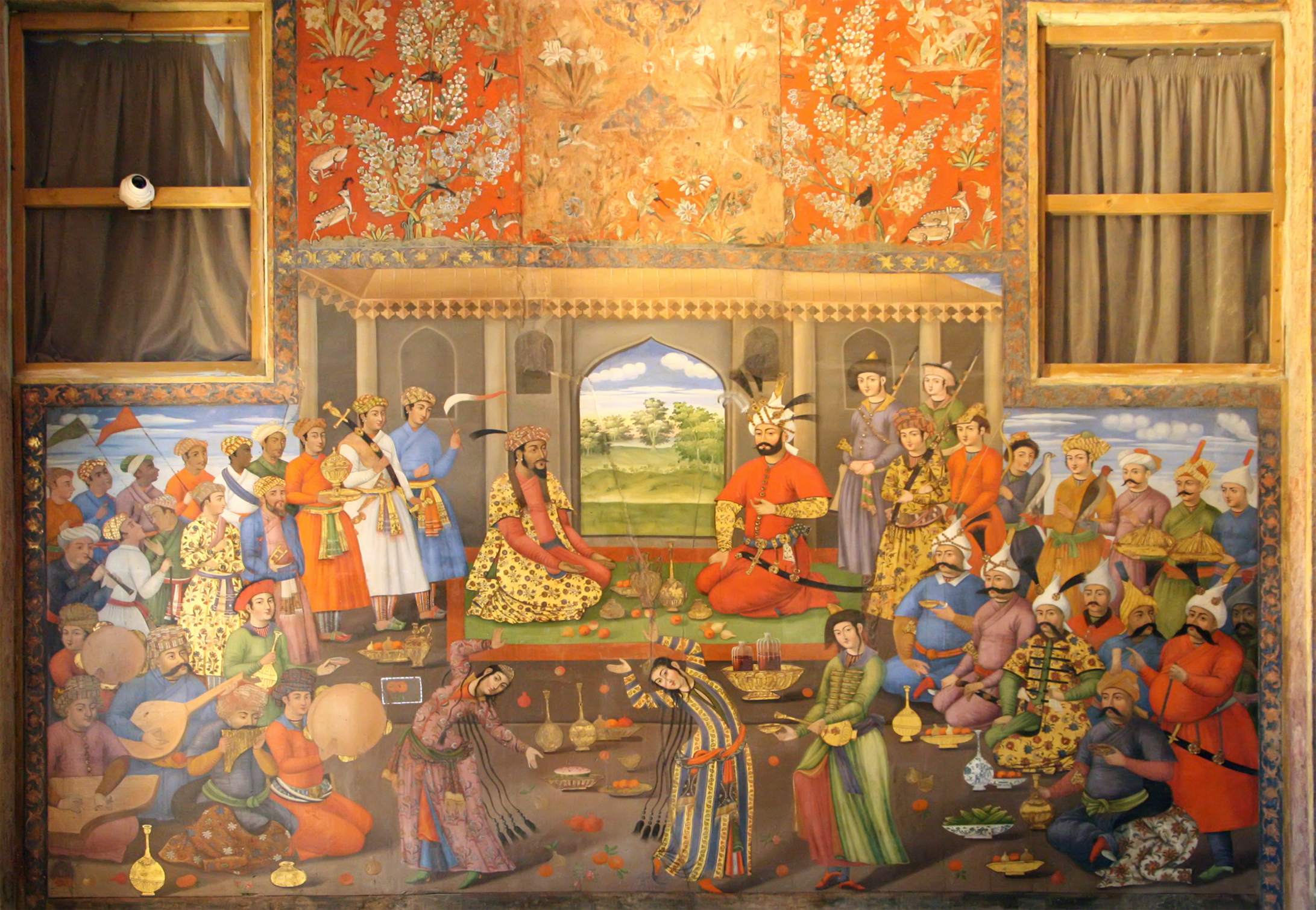
フマーユーンとタフマースブ1世（イスファハーンにて）

フマーユーンはインド北部から追い出されたのち、シンドに避難し、ラージプーターナーの砂漠地帯へと落ち延び、こうしてムガル帝国は一時的に滅亡した。カンダハールとカーブルはカームラーンのものとなっていたため、フマーユーンは自身の領土をすべて喪失した。
フマーユーンはラージプーターナーの砂漠で兵を集め、帝国を再建する計画を練った。だが、シンドの諸王もとより、マールワール王国のマールデーヴをはじめとするラージプートもその計画を援助しようとはしなかった。
この亡命のさなか、1541年9月にフマーユーンはハミーダ・バーヌー・ベーグムと結婚した。ハミーダはペルシア人でシーア派であり、わずか当時14歳であった。ハミーダとは年が離れていたものの、フマーユーンは拒む彼女に求愛し続け、グルバダン・ベーグムの母ディルダール・ベーグムの説得もあり、二人は結婚にこぎつけた。だが、ハミーダを同じく愛していたヒンダールはこの結婚で兄に恨みを持ち、また彼女がヒンダールの信仰上の導師の娘だったため、兄のもとを去ってカンダハールで独立しようとした。
1542年10月15日、フマーユーンとハミーダの2人の間には、アクバルが誕生している。このとき、フマーユーンはウマルコートの支配者から亡命先と援助を提供され、そこに滞在していた。その間にも、シェール・シャーの配下の武将は次々とムガル帝国の諸州を制圧し、北インドにおける基盤を固めていた。
1543年、フマーユーンはインドでは帝国奪還計画が進まないことから、ハミーダや50人弱の側近を連れてシンドから逃亡し、イランのサファヴィー朝のタフマースブ1世を頼って落ち延びた。その際、息子アクバルはカンダハールを統治していたアスカリーのもとに人質に出され、その後カームラーンの人質となった。
タフマースブ1世はフマーユーンを手厚く歓迎し、互いに抱き合い、2人は意気投合して親友のようになったという。フマーユーンが滞在している間、タフマースプ1世はたびたびその宿泊施設にやって来た、とグルバダン・ベーグムは書き残している。イランに滞在している間、ムガル朝の祖先が建てた建築物をヘラートに見に行ったり、ヘラートからマシュハドに行った際には大変な歓迎をうけたという。また、狩りや宴会を楽しみ、インド帰還前にはタフマースプ1世とペルセポリスの廃墟で宴会を行った。
ただし、フマーユーンはスンナ派だったため、シーア派だったタフマースブ1世が彼とその配下をシーア派に帰依させようと躍起になったときは、面倒なことになった。その結果、タフマースプ1世は支援の条件としてフマーユーンがシーア派に帰依すること、シーア派をインドの国教にすること、インド奪還の際にカンダハールを割譲する条件を出し、フマーユーンはこれを受け入れた。

### インド奪還

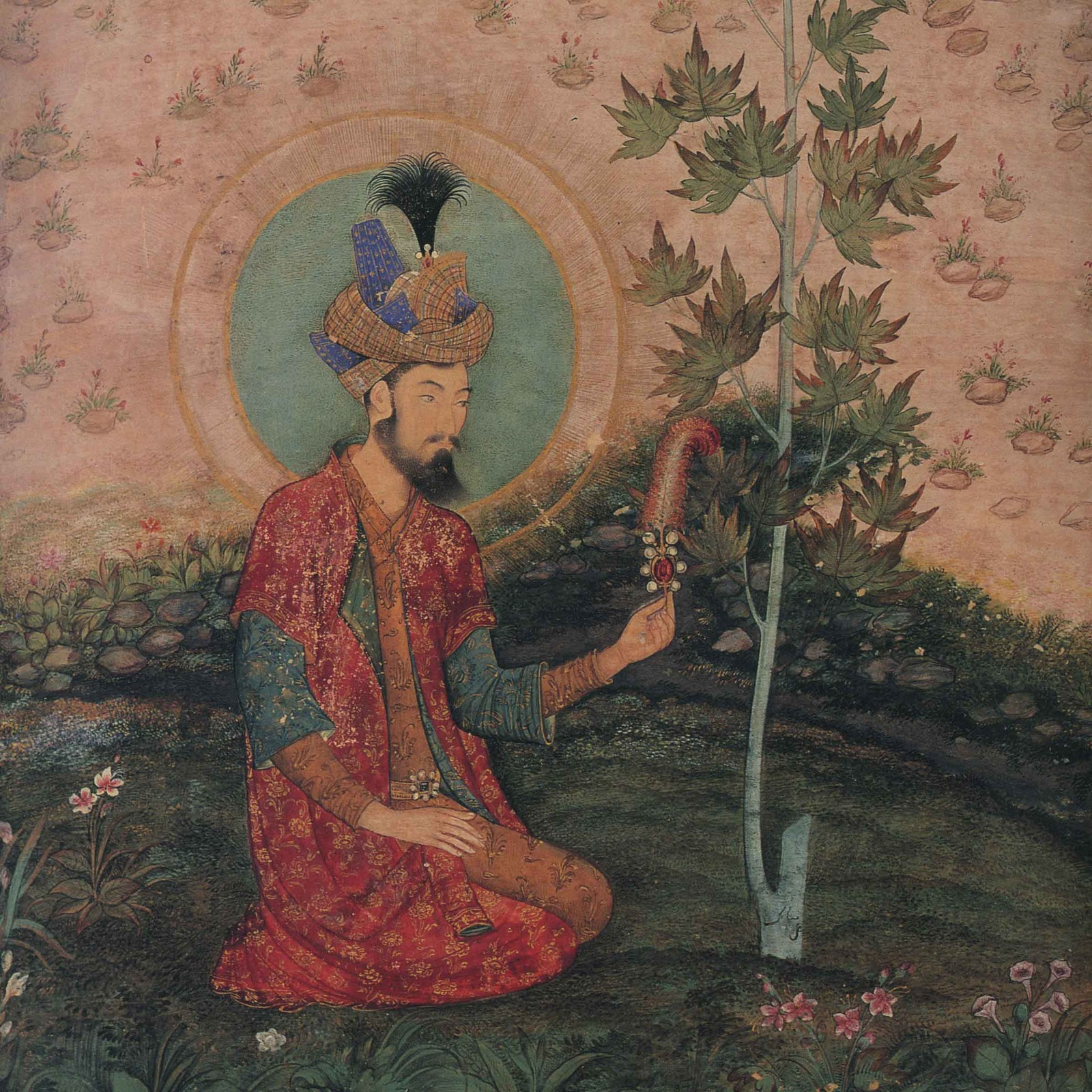
フマーユーン

フマーユーンからインドを奪ったシェール・シャーは名君として後世に大きな影響を与える政治改革を行なった。このためスール朝は強盛であったが、1545年5月にシェールはカーリンジャルで大砲の暴発により不慮の事故死を遂げた。跡を継いだシェール・シャーの息子のイスラーム・シャーは父ほどの器が無く、スール朝の支配に陰りが見えてきた。
フマーユーンはこのような状況を見て、ペルシア兵を主力とした軍勢を以てインド方面へと帰還し、兄弟らに宣戦した。その後、1545年3月にアスカリーからカンダハールを奪還した。さらに11月にはカーブルも奪って弟のカーラムーンを追放した。その際、捕虜になっていた息子のアクバルを救出した。
フマーユーンは以後の9年間、アフガニスタン東部の覇権をめぐって弟らと戦った。ヒンダールはカーラムーンに奇襲されて殺され、アスカリーはメッカ巡礼を命じられ、カーラムーンは盲目にされた。
1554年、イスラーム・シャーが死去して12歳の息子であるフィールーズ・シャーが貴族によって擁立された。だが、1ヶ月も経たないうちに継承争いが起こって彼は殺害され、スール朝は王族3人が争う事態となった。
同年末、フマーユーンはこの機に乗じてインドへと戻り、12月30日にはインダス川を
渡った。彼はスール朝を滅ぼして、1555年7月23日にデリーの王座を取り戻した。

### 最期

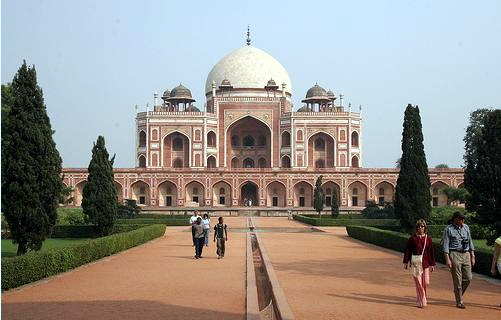
デリーのフマーユーン廟

1556年1月24日夜、フマーユーンは図書館の屋上で金星が昇る時刻について占星術師と議論したあと、階段で降りようとした。
そのとき、近くのモスクから礼拝の時刻を告げ、近くのモスクから夕方の礼拝に呼びかけるムアッジンの声が聞こえたため、礼拝への召集が終わるまで腰を下ろして待とうとした。あるいは急いで階段を下り、モスクに向かおうとしたとする説もある。
しかし、フマーユーンはそのとき、長い衣服の裾に足をとられて階段から転げ落ち、石段で頭を打ち、その衝撃で頭蓋骨が砕けた。この事故が原因でおよそ2日後の27日に死去した。王座に戻って6ヶ月後、ときに47歳であった。

## 死後

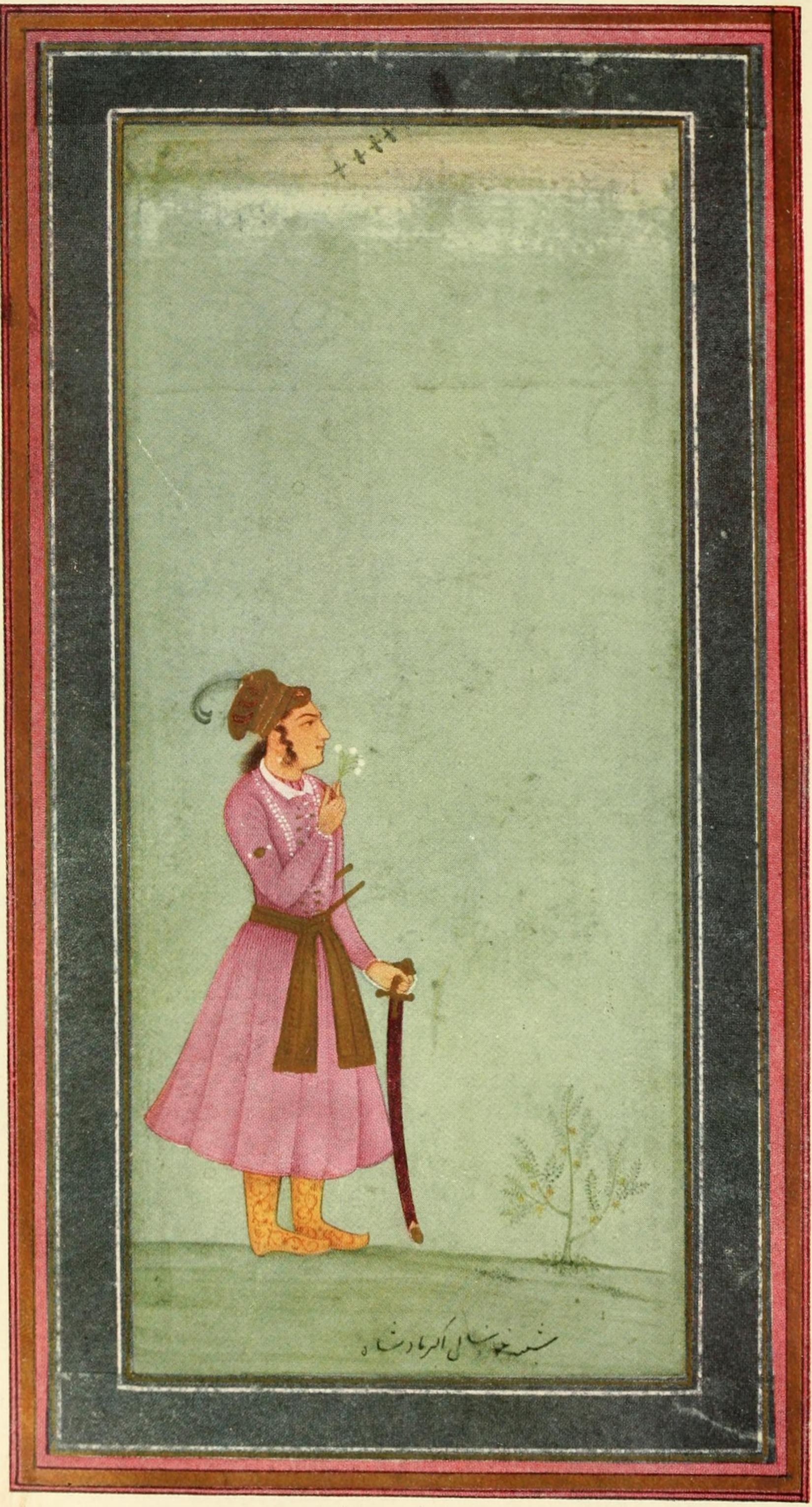
アクバル

息子のアクバルが13歳で帝位を継ぎ、インド奪還で功のあったバイラム・ハーンが摂政として統治した。
スール朝残党の抵抗、特にその武将ヘームーのデリーとアーグラの占領もあって統治は安定しなかったが、1556年11月5日の第二次パーニーパットの戦いでスール朝残党を滅ぼしてムガル帝国の復興を成し遂げた。
アクバルは成長してから親政を開始し、大帝と呼ばれてムガル帝国の全盛期を築き上げる英主となる。

## 人物
- フマーユーンはすらりとし、堂々とした体躯を持っていた[1]。
- フマーユーンは教養があり、アラビア語、トルコ語、ペルシア語、ヒンディー語の読み書きのみならず、実際に話すこともできた[1]。また、数学、天文学、神学にも造詣があった[1]。
- フマーユーンは才能に恵まれていたがたくましさがなかったとされ、重要な決定など必要な行動は後回しにして宴会や享楽を優先し[5]、享楽の中にはバラ水を使って小さな球状にした阿片を飲むことも含まれていたという[7]。またシェールが降伏したときに処断しなかったことが結果的には甘く王朝の滅亡を一時的にもたらしたし[12]、東征でシェール・シャーに敗れた際もベンガルで浮かれ騒いで過ごしたために事態の悪化を招いたという[17]。
- フマーユーンがサファヴィー朝を頼った結果、ムガル絵画などインドの文化にペルシア文化が多く影響を受けることとなった[7]。